# U-675
Unterseeboot 675 foi um submarino alemão do Tipo VIIC, pertencente a Kriegsmarine que atuou durante a Segunda Guerra Mundial.

## Comandantes
| Comandante               | Data                                     |
| ------------------------ | ---------------------------------------- |
| Oblt. Karl-Heinz Sammler | 14 de julho de 1943 - 24 de maio de 1944 |

## Subordinação
Durante o seu tempo de serviço, esteve subordinado às seguintes flotilhas:
| Período                                   | Flotilha                                  |
| ----------------------------------------- | ----------------------------------------- |
| 14 de julho de 1943 - 30 de abril de 1944 | 5. Unterseebootsflottille (treinamento)   |
| 1 de maio de 1944 - 24 de maio de 1944    | 6. Unterseebootsflottille (serviço ativo) |